# Tonelada seca ao ar
Tonelada seca ao ar (do inglês Air Dry Metric Ton, ou ADMT) é uma unidade de medida utilizada na comercialização de produtos como celulose e na mensuração de sólidos secos ao ar. Essa unidade internacionalmente padronizada é amplamente empregada para representar uma tonelada métrica de fibra com até 10% de umidade.

## Definição e Utilização
Uma tonelada seca ao ar é definida como uma tonelada métrica contendo 90% de fibra seca e até 10% de umidade. Essa especificação permite correções na umidade do produto devido a variações de condições ambientais, como temperatura e umidade relativa.
A unidade ADMT é amplamente empregada no comércio internacional de celulose e outros materiais fibrosos, principalmente para assegurar padronização nas transações comerciais. Por exemplo, no mercado global de celulose branqueada de eucalipto, os preços são frequentemente cotados em dólares americanos por ADMT.

## Cálculo da Tonelada Seca ao Ar
O peso bruto do produto é ajustado de acordo com o teor de umidade para determinar o peso equivalente em ADMT. O cálculo segue a fórmula:
Peso em ADMT = (Peso Bruto × (Conteúdo Seco Real / 90%))
Esse ajuste garante que os clientes que necessitam de diferentes níveis de umidade recebam produtos com a quantidade precisa de fibras secas.

## Aplicações
A tonelada seca ao ar é crucial na indústria de celulose e papel. Empresas utilizam essa unidade para medir e comercializar produtos como polpas de madeira destinadas à fabricação de papéis de alta qualidade, como papel de impressão e escrita e papel tissue.